# Międzynarodowa Unia Astronomiczna
Międzynarodowa Unia Astronomiczna (ang. International Astronomical Union; fr. Union Astronomique Internationale – IAU/UAI/MUA) – międzynarodowa organizacja zrzeszająca 13 706 zawodowych astronomów (wymagane jest posiadanie co najmniej doktoratu) rekomendowanych przez odpowiednie Komitety Narodowe. Koordynuje działalność badawczą w dziedzinie astronomii na świecie, organizuje kongresy generalne co trzy lata (ostatni, XXX, odbył się w sierpniu 2018 r. w Wiedniu w Austrii, następny zaplanowany jest na 2021 rok w Busan w Korei Południowej), sympozja i inne konferencje specjalistyczne, prowadzi działalność wydawniczą i informacyjną (np. telegramy o nowych odkryciach).
Zorganizowana jest w 9 wydziałów, 35 komisji i 53 grupy robocze. Posiada także wyspecjalizowane biura: Biuro IAU ds. Młodych Astronomów (IAU Office for Young Astronomers), Biuro IAU ds. Astronomii dla Rozwoju (IAU Office of Astronomy for Development), Biuro IAU ds. Popularyzacji Astronomii (IAU Office for Astronomy Outreach). W trakcie powstawania jest Biuro ds. Astronomii dla Edukacji (IAU Office for Astronomy for Education). Obecnym prezydentem IAU jest Ewine F. van Dishoeck, a sekretarzem generalnym Maria Teresa V.T. Lago.
Unia posiada wyłączne prawo do nadawania nazw nowo odkrytym ciałom niebieskim oraz nazywania tworów powierzchniowych na nich występujących. Zajmuje się tym Grupa Robocza ds. Nomenklatury Systemu Planetarnego (ang. Working Group for Planetary System Nomenclature).
IAU powstała w 1919 roku w wyniku połączenia różnych międzynarodowych projektów, m.in. Carte du Ciel, Unii Słonecznej (Solar Union) i Międzynarodowego Biura Czasu (fr. Bureau International de l'Heure). Pierwszym prezydentem IAU był Benjamin Baillaud.
Polska przystąpiła do IAU w 1922 roku, obecnie do organizacji należy prawie dwustu polskich astronomów. Kilku najwybitniejszych Polaków zostało też wybranych na 6-letnią kadencję Wiceprezydentów Unii. Byli to: Tadeusz Banachiewicz (1932–1938), Eugeniusz Rybka (1952–1958), Wilhelmina Iwanowska (1973–1979) oraz Józef Smak (1991–1997).
W 2009 roku IAU przeprowadziła, we współpracy m.in. z ONZ, Międzynarodowy Rok Astronomii 2009, będący szeregiem projektów popularyzujących astronomię w społeczeństwie. W wydarzeniach wzięło udział łącznie 815 milionów ludzi ze 148 krajów. W roku 2019 prowadzi podobnego rodzaju akcję o nazwie IAU100.